# La Jemaye-Ponteyraud
La Jemaye-Ponteyraud [la ʒəmaj pɔ̃teʁo] est une commune française située dans le département de la Dordogne, en région Nouvelle-Aquitaine. Elle a été créée le 1er janvier 2017 sous le statut de commune nouvelle et regroupe les anciennes communes de La Jemaye et de Ponteyraud.

## Géographie

### Généralités
La commune nouvelle de La Jemaye-Ponteyraud regroupe les anciennes communes de La Jemaye et de Ponteyraud. Son chef-lieu se situe à La Jemaye. C'est une commune rurale qui fait partie de l'aire d'attraction de Ribérac, zonage d’étude défini par l'Insee, qui a remplacé en 2020 l'aire urbaine de Ribérac qui n'incluait pas la commune.
Dans l'ouest du département de la Dordogne, en plein cœur de la forêt de la Double, la commune est bordée au nord par la Rizonne, un affluent de la Dronne, et arrosée par ses affluents la Jamayotte et la Bauronne. Son territoire, parsemé de nombreux étangs, est essentiellement forestier.
Traversé par la route départementale (RD) 708, le petit bourg de La Jemaye se situe, en distances orthodromiques, onze kilomètres au sud-ouest du centre-ville de Ribérac, dix-sept kilomètres au nord-ouest de celui de Mussidan et vingt kilomètres au nord-nord-est de celui de Montpon-Ménestérol. Le petit bourg de Ponteyraud se trouve trois kilomètres plus au nord-nord-ouest.
La commune est également desservie par les RD 44, 100, 108 et 708E1.
| Carte des communes constitutives de La Jemaye-Ponteyraud. |

### Communes limitrophes
La Jemaye-Ponteyraud est limitrophe de sept autres communes, dont Saint-Michel-de-Double au sud, par un quadripoint.
| Saint-Vincent-Jalmoutiers | Saint Privat en Périgord | Vanxains              |
|                           | La Jemaye-Ponteyraud     | Siorac-de-Ribérac     |
| Échourgnac                | Saint-Michel-de-Double   | Saint-André-de-Double |

### Géologie et relief

#### Géologie
Situé sur la plaque nord du Bassin aquitain et bordé à son extrémité nord-est par une frange du Massif central, le département de la Dordogne présente une grande diversité géologique. Les terrains sont disposés en profondeur en strates régulières, témoins d'une sédimentation sur cette ancienne plate-forme marine. Le département peut ainsi être découpé sur le plan géologique en quatre gradins différenciés selon leur âge géologique. La Jemaye-Ponteyraud est située dans le quatrième gradin à partir du nord-est, un plateau formé de dépôts siliceux-gréseux et de calcaires lacustres de l'ère tertiaire.
Les couches affleurantes sur le territoire communal sont constituées de formations superficielles du Quaternaire et de roches sédimentaires datant pour certaines du Cénozoïque, et pour d'autres du Mésozoïque. La formation la plus ancienne, notée c5e, date du Campanien 5, des calcaires bioclastiques jaunâtres à rudistes, orbitoides media, Larrazetia, calcaires gréseux jaunes à grands silex versicolores, lumachelles à huîtres. La formation la plus récente, notée CFvs, fait partie des formations superficielles de type colluvions carbonatées de vallons secs : sable limoneux à débris calcaires et argile sableuse à débris. Le descriptif de ces couches est détaillé dans  les feuilles « no 757 - Ribérac » et « no 781 - Montpon-Ménestérol » de la carte géologique au 1/50 000 de la France métropolitaine, et leurs notices associées,.

Carte géologique de La Jemaye-Ponteyraud.

#### Relief et paysages
Le département de la Dordogne se présente comme un vaste plateau incliné du nord-est (491 m, à la forêt de Vieillecour dans le Nontronnais, à Saint-Pierre-de-Frugie) au sud-ouest (2 m à Lamothe-Montravel). L'altitude du territoire communal varie quant à elle entre 49 m et 131 m.
Dans le cadre de la Convention européenne du paysage entrée en vigueur en France le 1er juillet 2006, renforcée par la loi du 8 août 2016 pour la reconquête de la biodiversité, de la nature et des paysages, un atlas des paysages de la Dordogne a été élaboré sous maîtrise d’ouvrage de l’État et publié en octobre 2020. Les paysages du département s'organisent en huit unités paysagères et 14 sous-unités. La commune fait partie de la Double, au sein de l'unité de paysage « La Double et le Landais », deux plateaux ondulés, dont la pente générale descend de l'est vers l'ouest. À l'est, les altitudes atteignent ainsi les 200 m pour les plus élevées (233 m au sud de Tocane-Saint-Apre). Vers l'ouest, le relief s’adoucit et les altitudes maximales culminent autour des 100 mètres. Les paysages sont forestiers aux horizons limités, avec peu de repères, ponctués de clairières agricoles habitées.
La superficie cadastrale de la commune publiée par l'Insee, qui sert de référence dans toutes les statistiques, est de 33,31 km2,.

### Hydrographie

#### Réseau hydrographique
La commune est située dans le bassin de la Dordogne au sein du Bassin Adour-Garonne. Elle est drainée par la Rizonne, le ruisseau de Courbarieux, la Jamayote, la Bauronne, le ruisseau de Font Clarou, le ruisseau des Fontines, la Gauille et divers petits cours d'eau, qui constituent un réseau hydrographique de 49 km de longueur totale.
La Rizonne, d'une longueur totale de 26,73 km, prend sa source dans la commune de Saint-Vincent-de-Connezac et se jette dans la Dronne en rive gauche en limite de Saint Aulaye-Puymangou et de Bonnes, un kilomètre et demi au nord du centre bourg de Saint-Aulaye,. Elle arrose la commune au nord sur plus de neuf kilomètres dont plus de sept kilomètres en limite de Vanxains.
Trois affluents de rive gauche de la Rizonne baignent la commune. D’amont vers l’aval :
- le ruisseau de Courbarieux qui sert de limite territoriale au nord-est sur près d'un kilomètre et demi face à Siorac-de-Ribérac ;
- la Jamayote qui prend sa source au lieu-dit les Tables, dans le sud-est de la commune dont elle traverse le territoire en direction du nord sur cinq kilomètres et demi ; elle alimente quatre plans d'eau importants : l'étang des Tables, l'étang de Petitonne, le Grand étang de la Jemaye et l'étang de Lazard ;
- la Bauronne qui prend sa source dans le sud-est du territoire communal, au nord de la ferme du Parcot, arrose la commune sur huit kilomètres et demi et lui sert de limite sur quatre kilomètres et demi, en deux tronçons au sud et au nord-ouest, face à Échourgnac et Saint-Vincent-Jalmoutiers.

Affluent de rive droite de la Rizonne, le ruisseau de Font Clarou arrose le nord-ouest du territoire communal sur près de 500 mètres.
Affluent de rive gauche du ruisseau de Courbarieux, le ruisseau des Fontines marque la limite territoriale à l'est sur près d'un kilomètre, face à Saint-André-de-Double.
Affluent de rive gauche de la Bauronne, la Gauille borde l'ouest du territoire communal sur près de deux kilomètres et demi, en limite d'Échourgnac.

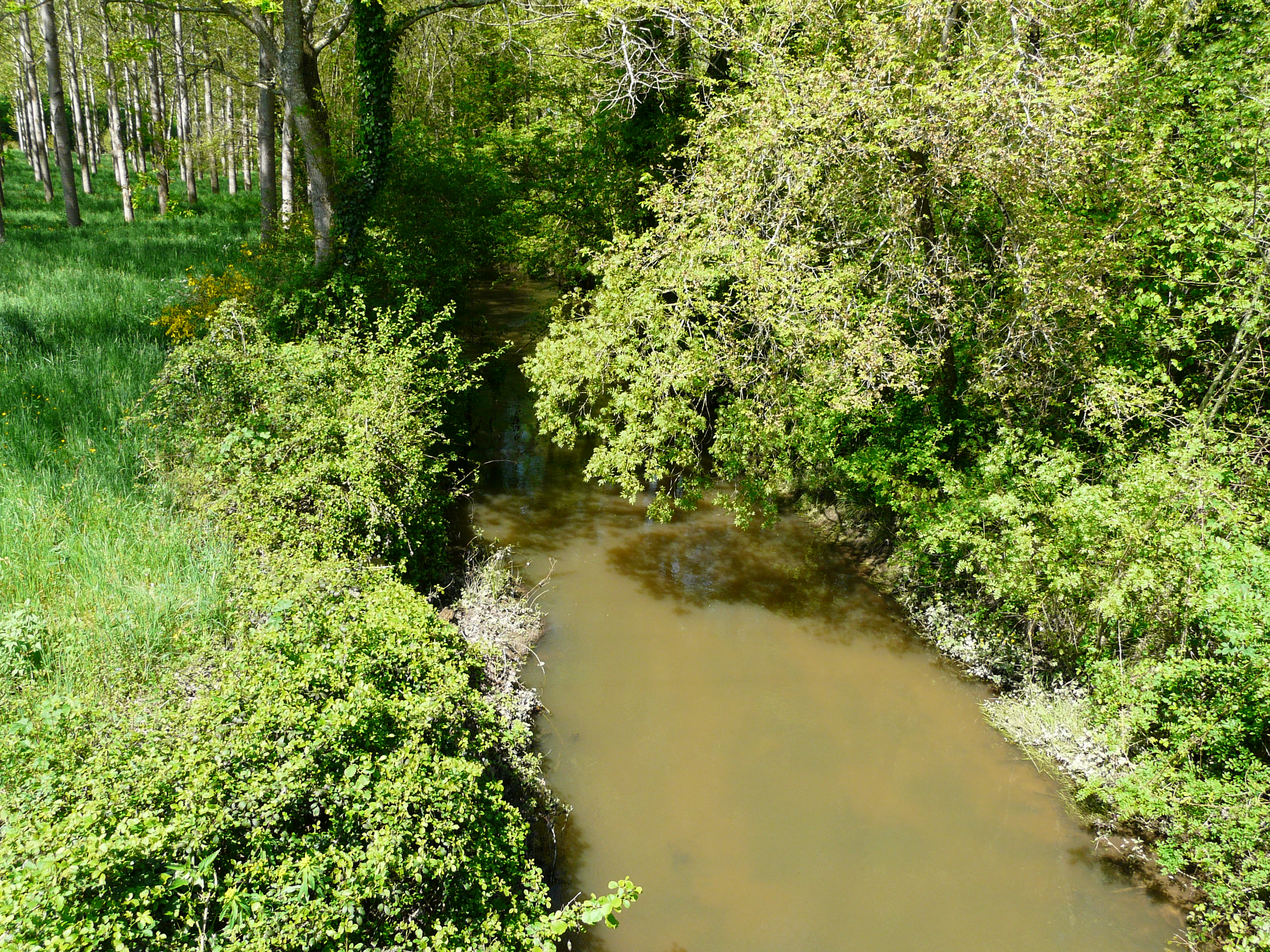
La Rizonne au pont de la route départementale 708, en limite de La Jemaye-Ponteyraud (à gauche) et Vanxains
Réseaux hydrographique et routier de La Jemaye-Ponteyraud.

#### Gestion et qualité des eaux
Le territoire communal est couvert par le schéma d'aménagement et de gestion des eaux (SAGE) « Isle - Dronne ». Ce document de planification, dont le territoire regroupe les bassins versants de l'Isle et de la Dronne, d'une superficie de 7 500 km2, a été approuvé le 2 août 2021. La structure porteuse de l'élaboration et de la mise en œuvre est l'établissement public territorial de bassin de la Dordogne (EPIDOR). Il définit sur son territoire les objectifs généraux d’utilisation, de mise en valeur et de protection quantitative et qualitative des ressources en eau superficielle et souterraine, en respect des objectifs de qualité définis dans le troisième SDAGE  du Bassin Adour-Garonne qui couvre la période 2022-2027, approuvé le 10 mars 2022.
La qualité des eaux de baignade et des cours d’eau peut être consultée sur un site dédié géré par les agences de l’eau et l’Agence française pour la biodiversité.

### Climat
Pour des articles plus généraux, voir Climat de la Nouvelle-Aquitaine et Climat de la Dordogne.
Historiquement, la commune est exposée à un climat océanique aquitain.  
En 2020, Météo-France publie une typologie des climats de la France métropolitaine dans laquelle la commune est exposée à un climat océanique et est dans la région climatique Aquitaine, Gascogne, caractérisée par une pluviométrie abondante au printemps, modérée en automne, un faible ensoleillement au printemps, un été chaud (19,5 °C), des vents faibles, des brouillards fréquents en automne et en hiver et des orages fréquents en été (15 à 20 jours).
Pour la période 1971-2000, la température annuelle moyenne est de 12,5 °C, avec  une amplitude thermique annuelle de 14,9 °C. Le cumul annuel moyen de précipitations est de 881 mm, avec 11,8 jours de précipitations en janvier et 6,9 jours en juillet. Pour la période 1991-2020, la température moyenne annuelle observée sur la station météorologique la plus proche, située sur la commune de Saint Aulaye-Puymangou à 10 km à vol d'oiseau, est de 13,0 °C et le cumul annuel moyen de précipitations est de 854,8 mm,. Pour l'avenir, les paramètres climatiques de la commune estimés pour 2050 selon différents scénarios d’émission de gaz à effet de serre sont consultables sur un site dédié publié par Météo-France en novembre 2022.

## Urbanisme

### Typologie
Au 1er janvier 2024, La Jemaye-Ponteyraud est catégorisée commune rurale à habitat très dispersé, selon la nouvelle grille communale de densité à 7 niveaux définie par l'Insee en 2022.
Elle est située hors unité urbaine. Par ailleurs la commune fait partie de l'aire d'attraction de Ribérac, dont elle est une commune de la couronne,. Cette aire, qui regroupe 24 communes, est catégorisée dans les aires de moins de 50 000 habitants,.

### Villages, hameaux et lieux-dits
Outre les bourgs de La Jemaye et de Ponteyraud proprement dits, le territoire se compose d'autres villages ou hameaux, ainsi que de lieux-dits détaillés sur cet article et celui-ci.

### Prévention des risques
Le territoire de la commune de La Jemaye-Ponteyraud est vulnérable à différents aléas naturels : météorologiques (tempête, orage, neige, grand froid, canicule ou sécheresse), feux de forêts, mouvements de terrains et séisme (sismicité très faible). Un site publié par le BRGM permet d'évaluer simplement et rapidement les risques d'un bien localisé soit par son adresse soit par le numéro de sa parcelle.
La Jemaye-Ponteyraud est exposée au risque de feu de forêt. L’arrêté préfectoral du 14 mars 2013 fixe les conditions de pratique des incinérations et de brûlage dans un objectif de réduire le risque de départs d’incendie. À ce titre, des périodes sont déterminées : interdiction totale du 15 février au 15 mai et du 15 juin au 15 octobre, utilisation réglementée du 16 mai au 14 juin et du 16 octobre au 14 février. En septembre 2020, un plan inter-départemental de protection des forêts contre les incendies (PidPFCI) a été adopté pour la période 2019-2029,.

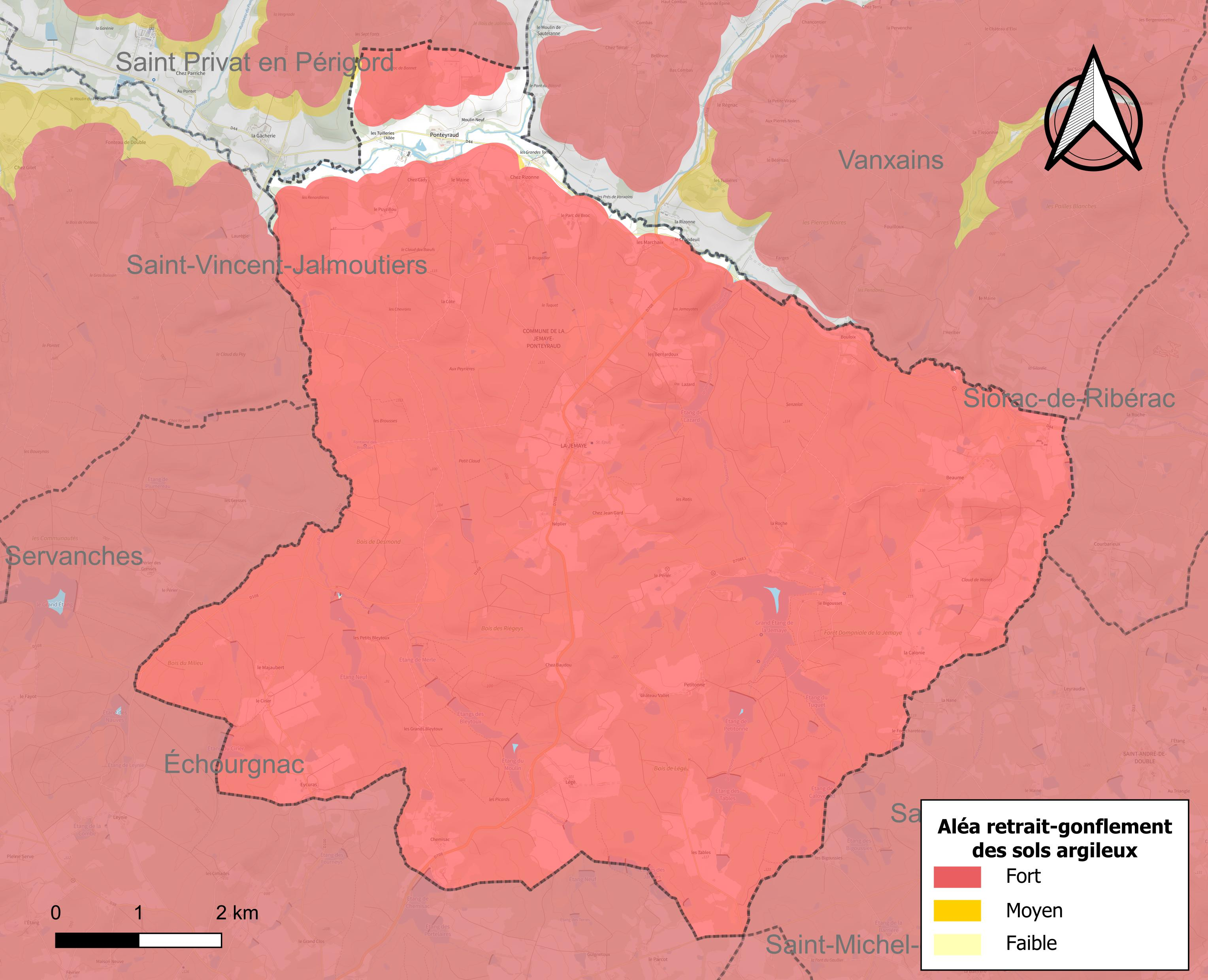
Carte des zones d'aléa retrait-gonflement des sols argileux de La Jemaye-Ponteyraud.

Les mouvements de terrains susceptibles de se produire sur la commune sont des tassements différentiels. Le retrait-gonflement des sols argileux est susceptible d'engendrer des dommages importants aux bâtiments en cas d’alternance de périodes de sécheresse et de pluie. 97,1 % de la superficie communale est en aléa moyen ou fort (58,6 % au niveau départemental et 48,5 % au niveau national métropolitain). Depuis le 1er octobre 2020, en application de la loi ÉLAN, différentes contraintes s'imposent aux vendeurs, maîtres d'ouvrages ou constructeurs de biens situés dans une zone classée en aléa moyen ou fort,.
La commune a été reconnue en état de catastrophe naturelle au titre des dommages causés par les inondations et coulées de boue survenues en 1982, 1983 et 1999, par la sécheresse en 1989, 1992 et 2003 et par des mouvements de terrain en 1999.

## Toponymie
Il convient de se reporter aux articles consacrés aux anciennes communes fusionnées.

## Histoire
La Jemaye-Ponteyraud est une commune nouvelle créée le 1er décembre 2016 pour une prise d'effet au 1er janvier 2017.

## Politique et administration

### Rattachements administratifs et électoraux
La commune de La Jemaye-Ponteyraud dépend de l'arrondissement de Périgueux.
Sur le plan électoral, elle dépend du canton de Ribérac et de la 3e circonscription législative.

### Intercommunalité
À sa création en 2017, elle fait partie de la communauté de communes du Pays Ribéracois, renommée en 2019 communauté de communes du Périgord Ribéracois.

### Communes fondatrices
| Nom               | Code Insee | Intercommunalité          | Superficie (km2) | Population (dernière pop. légale) | Densité (hab./km2) |
| ----------------- | ---------- | ------------------------- | ---------------- | --------------------------------- | ------------------ |
| La Jemaye (siège) | 24216      | CC du Périgord Ribéracois | 29,12            |                                   | 3,8                |
| Ponteyraud        | 24333      | CC du Périgord Ribéracois | 4,19             |                                   | 10                 |

### Administration municipale
Pendant une période courant jusqu'au prochain renouvellement des conseils municipaux (prévu en 2020), le conseil municipal de la nouvelle commune est constitué de l'ensemble des conseillers municipaux des anciennes communes (onze pour La Jemaye et sept pour Ponteyraud, soit dix-huit au total). Le maire de la nouvelle commune est élu début 2017. Les maires des anciennes communes deviennent maires délégués de celles-ci. Au 1er janvier 2025, les communes déléguées sont supprimées.
La population de la commune étant comprise entre 100 et 499 habitants au recensement de 2017, onze conseillers municipaux auraient dû être élus en 2020. Cependant, s'agissant du premier renouvellement du conseil municipal d'une commune nouvelle, le nombre de conseillers élus est celui de la strate supérieure, soit quinze.

### Liste des maires
| Période                          | Période  | Identité         | Étiquette | Qualité                |
| -------------------------------- | -------- | ---------------- | --------- | ---------------------- |
| janvier 2017 (réélu en mai 2020) | En cours | Jean-Marcel Beau |           | ex-maire de Ponteyraud |

## Équipements et services publics

### Justice
Dans le domaine judiciaire, La Jemaye-Ponteyraud relève : 
- du tribunal judiciaire, du tribunal pour enfants, du conseil de prud'hommes et du tribunal de commerce de Périgueux ;
- du pôle Nationalité du tribunal judiciaire de Périgueux (compétent uniquement dans le domaine de la nationalité) ;
- de la cour d'appel, du tribunal administratif et de la cour administrative d'appel de Bordeaux.

## Population et société

### Démographie
L'évolution du nombre d'habitants est connue à travers les recensements de la population effectués dans la commune depuis sa création.

En 2022, la commune comptait 148 habitants.
| 2017 | 2018 | 2019 | 2020 | 2022 |
| ---- | ---- | ---- | ---- | ---- |
| 154  | 153  | 153  | 152  | 148  |

## Économie

### Emploi
En 2016, sur le territoire correspondant à La Jemaye-Ponteyraud dans sa configuration de 2017, parmi la population communale comprise entre 15 et 64 ans, les actifs représentaient 68 personnes, soit 44,4 % de la population municipale. Il y avait sept chômeurs, soit un taux de chômage de cette population active de 10,3 %.

### Établissements
Au 31 décembre 2015, sur ce même territoire, il y avait vingt-huit établissements, dont dix-huit au niveau des commerces, transports ou services, quatre dans l'agriculture, la sylviculture ou la pêche, trois dans la construction, et trois relatifs au secteur administratif, à l'enseignement, à la santé ou à l'action sociale.

## Culture locale et patrimoine

### Lieux et monuments

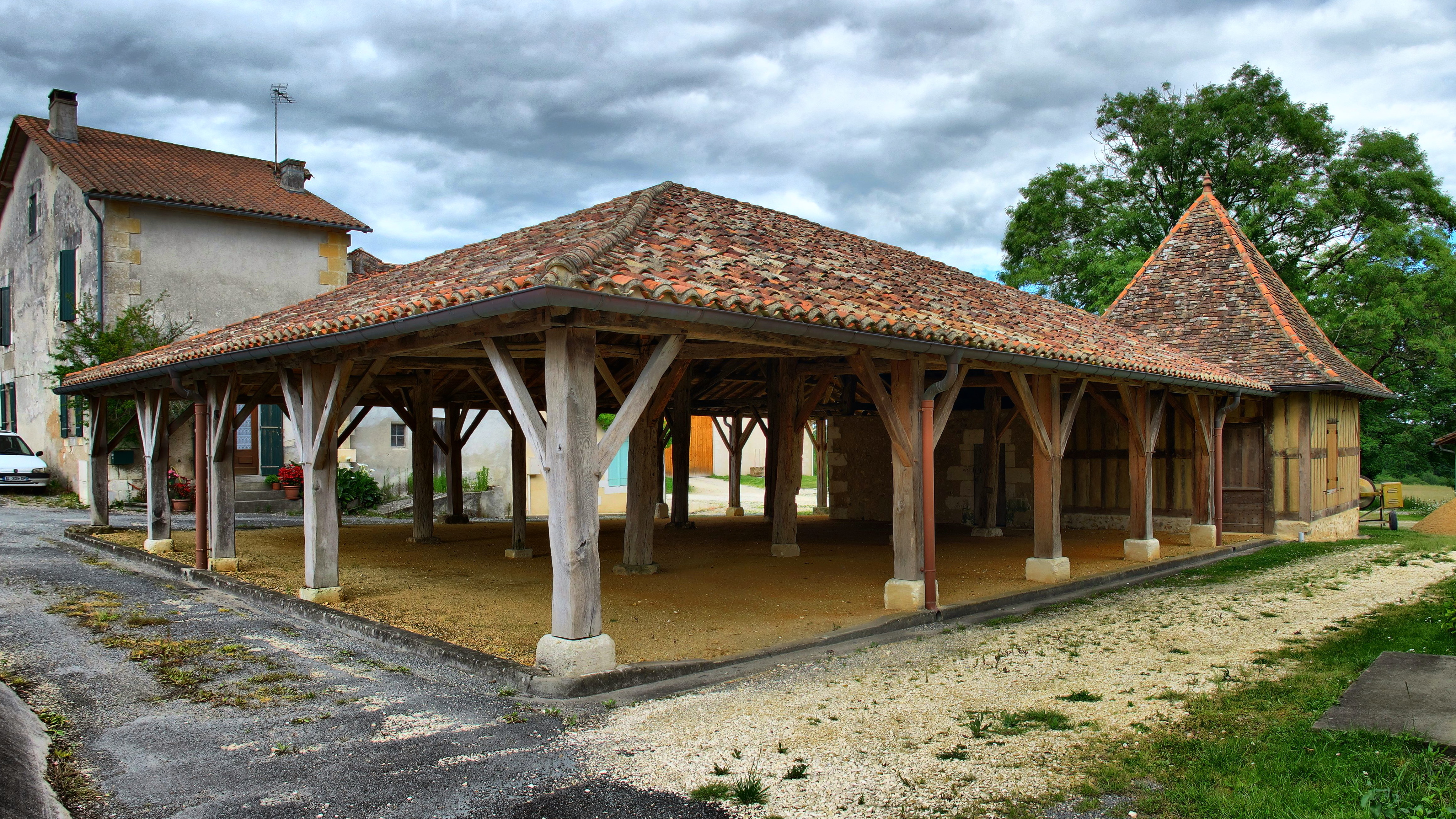
La halle ouverte de La Jemaye.

- Halle ouverte de La Jemaye, composée de trois nefs délimitées par des piliers de bois sur dés, inscrite à l'Inventaire général du patrimoine culturel[53].

### Personnalités liées à la commune
Eugène Le Roy (1836 - 1907) pour son roman Le parpaillot édité 6 ans après sa mort sous le titre L'ennemi de la mort qui raconte l'histoire d'un médecin qui veut faire assécher les étangs de la Double afin d'enrayer les maladies et fièvres causées par les nombreux moustiques peuplant ces étangs.

## Pour approfondir